# Пространственная транскриптомика
Простра́нственная транскрипто́мика — это транскриптомная технология, позволяющая визуализировать данные РНК-секвенирования в пространстве.
Организм млекопитающих состоит из различных тканей, которые, в свою очередь, состоят из различных типов и субпопуляций клеток. Каждый из типов клеток обладает собственным характерным набором РНК (транскриптомом) и белков.
При стандартном секвенировании тотальной мРНК в пробе исследователь получает информацию о транскриптоме всей группы клеток, поэтому молекулярные характеристики отдельных клеток теряются. Модификация такого метода — секвенирование РНК одиночных клеток (англ. Single-cell RNA-seq) — открыла возможность получать молекулярные идентификаторы отдельно взятых клеток, однако пробоподготовка неизбежно включает нарушение целостности ткани, поэтому тканевые координаты снова оказываются утрачены.
Пространственная транскриптомика позволяет визуализировать и количественно анализировать транскриптом в отдельных срезах тканей с пространственным разрешением.
В узком смысле пространственной транскриптомикой называют определённый метод, основанный на праймерах с уникальными молекулярными идентификаторами, в более широком смысле — все методы, решающие подобные задачи, в том числе методы гибридизации in situ и РНК-секвенирования in situ.

## История
Методика пространственной транскриптомики была разработана в 2016 году в Стокгольме коллективом исследователей под руководством Йонаса Фризена. Именно этот протокол обычно подразумевается под термином «пространственная транскриптомика». С тех пор данный метод получил широкое распространение в различных областях биологических исследований.

## Методика
Методика пространственной транскриптомики может включать дополнительные шаги в зависимости от решаемой задачи и изучаемой ткани. Стандартные действия, приведенные ниже, были описаны в оригинальной статье Ståhl et al.
Стеклянная подложка условно делится на участки диаметром примерно 100 мм и расстоянием между центрами соседних участков около 200 мм. На неё наносятся олиго(дТ) праймеры, комплементарные поли-А хвосту мРНК. Данные праймеры также содержат уникальные для каждого участка баркоды, уникальные молекулярные идентификаторы (UMI), сайт для амплификации и сайт расщепления. Срез изучаемой ткани помещается на данную стеклянную подложку, затем фиксируется и окрашивается. После пермеабилизации ткани (обработки химическими реагентами для повышения проницаемости клеточных мембран) проводится реакция обратной транскрипции. Далее ткань удаляется с подложки с помощью ферментов. В результате данных действий на стеклянной подложке остаётся кДНК, связанная с праймерами. Синтезированные молекулы кДНК срезаются с подложки по сайтам расщепления в олиго(дТ) праймерах и секвенируются с использованием стандартных протоколов. Баркоды в секвенированных образцах позволяют идентифицировать исходную локализацию молекул кДНК, а также количественно охарактеризовать мРНК различных генов в каждом участке образца. Для дальнейшего изучения профилей экспрессии используются методы уменьшения размерности, такие как метод главных компонент, стохастическое вложение соседей с t-распределением и другие. Далее проводится иерархическая кластеризация. Сравнение кластеров позволяет идентифицировать и визуализировать кластер-специфичные маркерные гены.

## Другие методы пространственного анализа транскриптома
В статьях по данной тематике встречаются упоминания пространственной транскриптомики как набора всех методов пространственного анализа транскриптома. Глобально методы пространственного анализа транскриптома можно разделить на две группы:
- Гибридизация in situ;
- РНК-секвенирование in situ.

### Гибридизацияin situ
К методам гибридизации in situ относится метод гибридизации единичной молекулы in situ (smFISH). Он основывается на синтезе библиотеки коротких олигонуклеотидных зондов, каждый из которых метится одним флуорофором. Специфическое накопления этих флуоресцентных зондов на мРНК-мишени позволяет визуализировать отдельные транскрипты. Ограничением smFISH является небольшое количество транскриптов, которые могут быть идентифицированы одновременно (обычно три или четыре). Это вызвано ограниченным количеством флуорофоров, которые возможно использовать параллельно.
Существует ряд улучшений данного метода:
- мРНК метится не одним типом флуорофора, а уникальной (для данного типа мРНК) комбинацией флуорофоров. Последующее разрешение производится при помощи микроскопии сверхвысокого разрешения. Данный метод значительно увеличивает количество одновременно идентифицированных транскриптов[5].
- MERFISH — мультиплексный подход, основанный на связывании одной молекулы РНК с несколькими флуоресцентно меченными зондами. Это позволяет избавиться от ошибок из-за случайной гибридизации зондов[6].

Подходы smFISH тяжело применять к срезам тканей, поскольку ткани имеют свойство аутофлуоресценции, что создает дополнительный шум. Также методы гибридизации in situ требуют предварительного отбора генов.

### РНК-секвенированиеin situ
Методы РНК-секвенирования in situ позволяют исследовать сразу весь пул мРНК, избегая предварительного отбора генов. FISSEQ (от англ. fluorescent in situ sequencing) основан на реакции обратной транскрипции с последующей амплификацией полученной кДНК in situ. После нескольких циклов амплификации вводится четыре флуоресцентные метки, соответствующие четырём типам оснований. Полученные последовательности могут быть визуализированы при помощи микроскопии сверхвысокого разрешения. Анализ проводится при помощи особого метода секвенирования (partition sequencing).
Методы обеих групп ограничены разрешающей способностью флуоресцентной микроскопии.

## Применение

### Получение карт генной экспрессии в ткани в физиологическом состоянии
Карты генной экспрессии могут быть использованы для изучения сложных взаимодействий между клетками и динамикой их совместного развития внутри ткани. С помощью пространственной транскриптомики, например, было обнаружено, что энтероциты в разных участках ворсинок кишечника имеют разные профили экспресии генов и имеют ярко выраженную специализацию: клетки в основании ворсинки экспрессируют гены, кодирующие антимикробные пептиды, затем следуют клетки, отвечающие за всасывание пептидов, жиров и углеводов, а энтероциты на вершине ворсинки координируют CD73-опосредованные пути иммунного ответа. В рамках другого исследования, проведённого с помощью этого метода, при сравнении профилей генной экспрессии в тканях половой системы у гермафродитов и самцов нематод C. elegans был обнаружен пул пол-специфичных генов, причём среди этого пула были гены, функция которых не охарактеризована до сих пор. Подобные исследования планируется провести на срезах других тканей млекопитающих, и особый интерес вызывает изучение генной экспрессии в клетках мозга. Также техника пространственной транскриптомики была адаптирована для работы с образцами тканей растений.

### Патологические нарушения генной экспрессии, поиск биомаркеров
Аналогично картам генной экспрессии здоровых тканей, можно анализировать карты тканей с различными патологиями. Это может продвинуть поиски биомаркеров заболевания и других диагностических признаков. К примеру, с помощью пространственной транскриптомики был составлен «атлас опухоли» — карта генной экспрессии на срезе поджелудочной железы, поражённой протоковой аденокарциномой.

### Математическое моделирование метаболических процессов
Молекулярная разметка ткани может быть использована для более точного построения метаболических моделей органов. Подобные модели используют как для исследования физиологии органа в целом, так и для предсказания действия потенциальных фармацевтических препаратов на рассматриваемый орган.
Подобная модификации актуальна, например, для модели печени. Существующие модели рассматривают весь орган как гомогенную систему, состоящую из клеток-генералистов, то есть способных выполнять широкий спектр функций. Однако существуют данные о том, что присутствует локальная специализация гепатоцитов для выполнения конкретных функций. В таком случае, гепатоциты в разных специализированных субпопуляциях должны иметь разный набор РНК-транскриптов, что можно было бы проверить с помощью методов пространственной транскриптомики.